# Municipio de Howard (condado de Howard, Iowa)
El municipio de Howard (en inglés: Howard Township) es un municipio ubicado en el condado de Howard en el estado estadounidense de Iowa. En el año 2010 tenía una población de 508 habitantes y una densidad poblacional de 3,89 personas por km².

## Geografía
El municipio de Howard se encuentra ubicado en las coordenadas 43°16′27″N 92°22′36″O / 43.27417, -92.37667. Según la Oficina del Censo de los Estados Unidos, el municipio tiene una superficie total de 130.48 km², de la cual 130,48 km² corresponden a tierra firme y (0 %) 0 km² es agua.

## Demografía
Según el censo de 2010, había 508 personas residiendo en el municipio de Howard. La densidad de población era de 3,89 hab./km². De los 508 habitantes, el municipio de Howard estaba compuesto por el 98,03 % blancos, el 0,2 % eran afroamericanos, el 0,2 % eran amerindios y el 1,57 % eran de una mezcla de razas. Del total de la población el 1,97 % eran hispanos o latinos de cualquier raza.